# Opuntia quimilo
Opuntia quimilo ist eine Pflanzenart in der Gattung der Opuntien (Opuntia) aus der Familie der Kakteengewächse (Cactaceae). Das Artepitheton quimilo leitet sich vom Trivialnamen „Quimilo“ ab, mit dem die Einheimischen die Art bezeichnen. Opuntia quimilo ist eine der wenigen Arten innerhalb der Kakteengewächse, die gleichzeitig weibliche und zwittrige Blüten ausbildet (Gynomonözie).

## Beschreibung
Opuntia quimilo wächst baumartig mit vielen Zweigen, einem deutlich erkennbaren Stamm und erreicht eine Wuchshöhe von bis zu 4 Metern. Die großen, elliptischen bis länglichen Triebabschnitte sind glänzend graugrün. Sie sind bis zu 50 Zentimeter lang, 25 Zentimeter breit und 2 bis 3 Zentimeter dick. Die Areolen sind groß und markant. Der steife, ausgebreitete Dorn (manchmal sind zwei bis drei vorhanden) ist weiß, gerade oder verdreht und zwischen 7 und 15 Zentimeter lang.
Die roten Blüten erreichen einen Durchmesser von bis zu 7 Zentimetern. Die birnenförmigen bis kugelförmigen Früchte sind grünlich gelb und 5 bis 7 Zentimeter lang.

## Bestäubung
Als Bestäuber der Blüten wurden Bienen der Gattungen Arhysosage, Augochloropsis, Megachile, Lithurgus, Xylocopa, Tetrapedia, Melipona sowie die Arten Ptilothrix tricolor, Diadasia patagonica, Bombus morio, Apis mellifera und Polybia ignobilis beobachtet. Weiterhin tragen die Kolibris Blaubartkolibri (Heliomaster furcifer) und Goldbauch-Smaragdkolibri (Chlorostilbon lucidus) zur Bestäubung bei.

## Verbreitung, Systematik und Gefährdung
Opuntia quimilo ist im Norden von Argentinien und in Bolivien in Höhenlagen von 500 bis 1000 Metern verbreitet. Die Erstbeschreibung wurde 1898 von Karl Moritz Schumann veröffentlicht. Ein nomenklatorisches Synonym ist Platyopuntia quimilo (K.Schum.) F.Ritter (1980).
In der Roten Liste gefährdeter Arten der IUCN wird die Art als „Least Concern (LC)“, d. h. als nicht gefährdet geführt. Die Entwicklung der Population wird als zunehmend angesehen.

## Nachweise